# P.p.p.
Skrót p.p.p. (ppp) – ma kilka zbliżonych znaczeń, określających najczęściej głębokość lub wysokość (mierzoną w kierunku siły grawitacji) danego obiektu lub elementu (punktu) względem innego obiektu lub poziomu odniesienia:
- poniżej/powyżej poziomu posadowienia
- poniżej/powyżej poziomu posadzki (również w wersji typu p.0 b. – p. zera budynku; zobacz też ±0)
- poziom posadzki parteru
- projektowany (planowany) poziom posadowienia

Określenia p.p.p. (np. m p.p.p.) używa się szczególnie w architekturze i geotechnice do określania położenia elementów architektury obiektu budowlanego. Jego interpretacja może być niejednokrotnie zależna od kontekstu.